# Vera Muhina
Vera Ignatievna Mukhina, în limba rusă, Вера Игнатьевна Мухина (n. 1 iulie 1889 [stil vechi 19 iunie], Riga — 6 octombrie 1953, Moscova) a fost unul din sculptorii sovietici cei mai cunoscuți și recunoscuți. Vera Mukhina este considerată unul din simbolurile curentului denumit Realism socialist. 

## Biografie
Vera Muhina s-a născut în Riga într-o familie de comercianți avuți și s-a stabilit ulterior la Moscova, unde a studiat la diferite școli private de artă, incluzând cele ale lui Konstantin Iuon⁠(en)[traduceți] și Ilia Mașkov⁠(en)[traduceți]. În 1912, a călătorit la Paris, unde a urmat Académie de la Grande Chaumière, avându-l ca profesor pe Emile-Antoine Bourdelle⁠(fr)[traduceți]. Ulterior, a vizitat Italia, unde a studiat pe cont propriu arta Renașterii. În 1918 s-a căsătorit cu Alexei Zamkov, de profesie chirurg militar.

### Operă artistică
Opera sa sculpturală cea mai cunoscută și apreciată este monumentul gigantic „Muncitorul și colhoznica", care a fost „piesa de rezistență" a pavilionului sovietic al Expoziției internaționale din Paris din 1937. Sculptura, cântărind 75 de tone și având o înălțime de 24 de metri a fost realizată din fâșii de oțel inoxidabil sudate printr-o metodă inovativă atunci de sudură punctuală. 
Muncitorul ține în mâna sa stângă un ciocan, iar colhoznica ține în mâna sa dreaptă o seceră. Cele două mâini se ating sugerând "unitatea de nezdruncinat a muncitorilor și colhoznicilor", iar cele două unelte, secera și ciocanul, sugerează nu numai simbolul comunist al Uniunii Sovietice, prezent pe steagul acesteia, dar și controlul puterii, care aparținea, conform propagandei timpului, „întregului popor". Cele două personaje sunt reprezentate într-o dublă fandare înainte (picioarele avansate fiind identice cu mâinile care prezintă uneltele), sugerând „dinamismul și progresul neabătut al societății sovietice". Ulterior, în 1947, grupul statuar, instalat la Centrul expozițional al întregii Rusii (atunci, „Centrul expozițional al întregii Uniuni Sovietice"), a devenit simbolul studioului de film Mosfilm.

### Declin public și artistic
În anii târzii 1940 stilul artistic al Verei Muhina a înregistrat un declin artistic, părând a nu mai corespunde esteticii și standardelor erei staliniste târzii. Astfel, proiectele sale fie nu mai erau realizate deloc, fie erau distorsionate sensibil, așa cum a fost cazul sculpturilor liderilor sovietici Iakov Sverdlov⁠(en)[traduceți] și Vladimir Lenin, a compozitorului Piotr Ilici Ceaikovski din Moscova, respectiv a scriitorului Maxim Gorki, ultimul fiind proiectat pentru capitala țării, dar transferat la Nijni Novgorod.